# Dylan Crews
Dylan Gray Crews (Altamonte Springs, Florida, 26 de febrero de 2002), más conocido como Dylan Crews, es un jugador profesional estadounidense de béisbol que se desempeña en la posición de jardinero derecho en Washington Nationals, equipo de las Grandes Ligas de Béisbol (MLB).

## Carrera
Fue seleccionado en la primera ronda del Draft de la MLB de 2023 por Washington Nationals, equipo donde lleva jugando una temporada.